# Johannes Bredl
Johannes Bredl (* 26. März 1982 in Zwiesel) ist ein ehemaliger deutscher Skilangläufer.
Er trat zwischen 2000 und 2008 zu internationalen Wettbewerben an. Bei den Junioren-Weltmeisterschaften 2001 in Karpacz und den Junioren-Weltmeisterschaften 2002 in Schonach gewann er jeweils die Goldmedaille im Sprint, nachdem er zuvor bei den Junioren-Weltmeisterschaften 2000 in Štrbské pleso 16. in diesem Wettbewerb geworden war. Von 2001 bis 2007 startete er auch im Skilanglauf-Weltcup. Sein bestes Ergebnis dort erzielte er mit einem neunten Rang im Teamsprint von Oberhof in der Saison 2002/03. Sein bestes Einzelresultat war ein zwölfter Platz, den er in der Saison 2003/04 im Sprintrennen von Nové Město na Moravě erreichte.